# 2362 Mark Twain
2362 Mark Twain este un asteroid din centura principală, descoperit pe 24 septembrie 1976 de Nikolai Cernîh.